# Vicariato apostólico de Bengasi

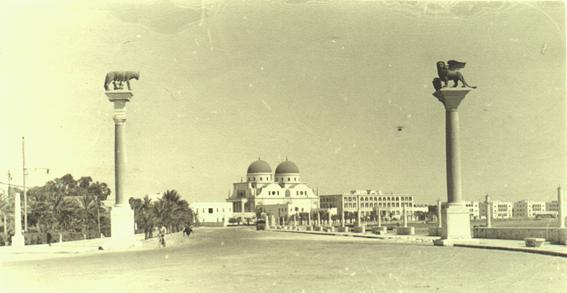
La catedral de Bengasi en 1941

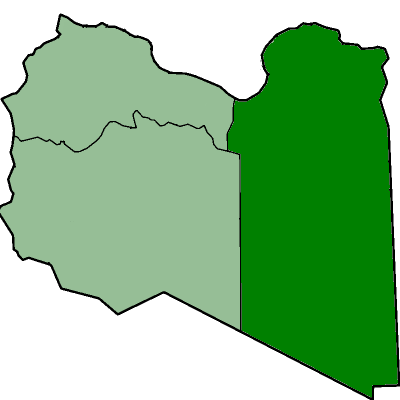
Territorio original del vicariato apostólico de Cirenaica, que corresponde al conjunto de los vicariatos apostólicos de Bengasi y Derna

El vicariato apostólico de Bengasi (en latín: Vicariatus Apostolicus Berenicen(sis) y en árabe: النيابة الرسولية لبنغازي‎) es una circunscripción eclesiástica de rito latino de la Iglesia católica en Libia. Desde el 8 de diciembre de 2019 su administrador apostólico sede vacante es Sandro Overend Rigillo, O.F.M.

## Territorio y organización

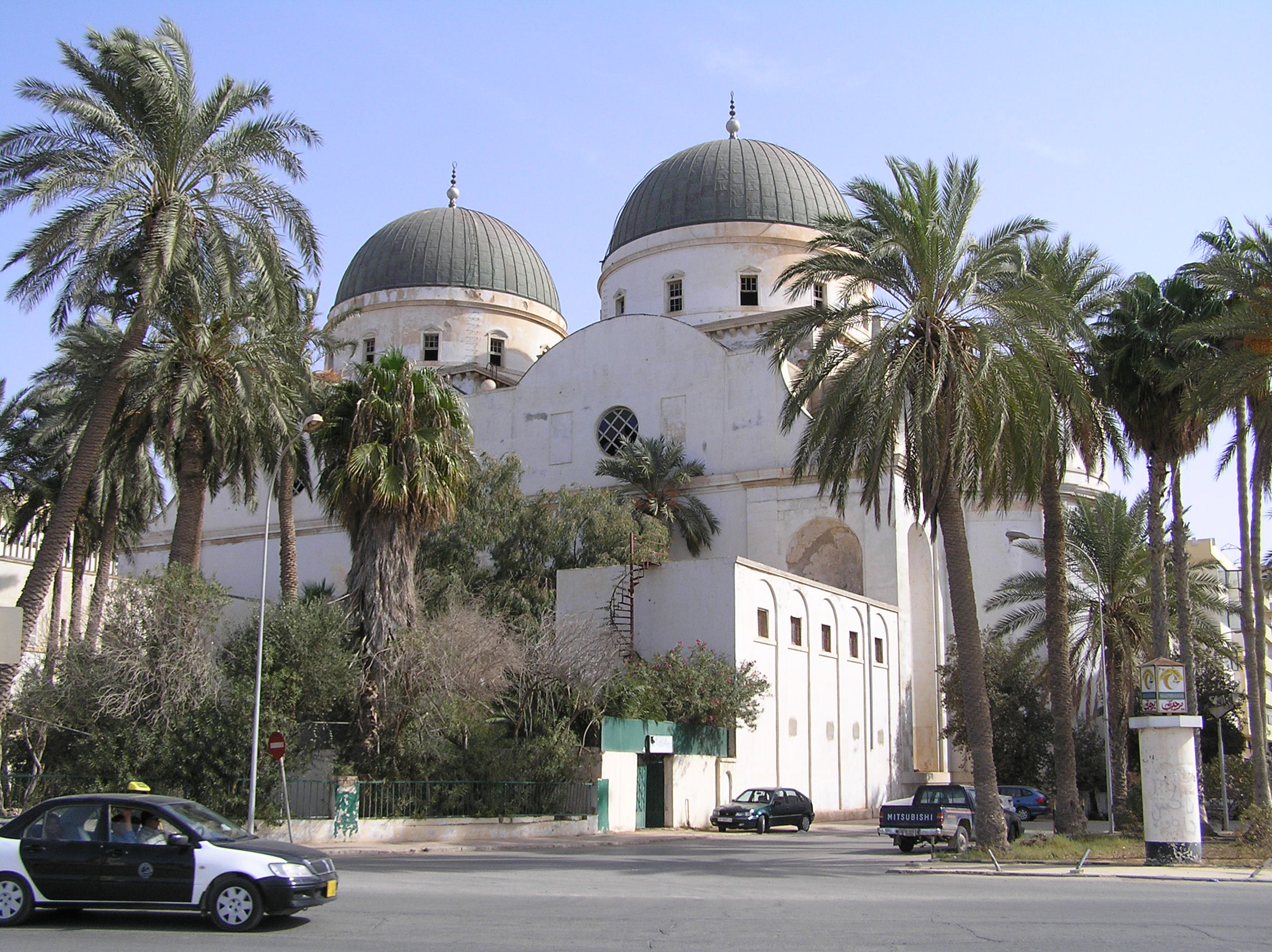
Arecaceae en Libia, Catedral de Bengasi, Cúpulas en Libia

El vicariato apostólico extiende su jurisdicción sobre los fieles católicos de rito latino residentes en los distritos (existentes hasta 2012) de: Bengasi, Al Marj, Wahat y Al Kufrah. Administra en unión de hecho también el vicariato apostólico de Derna, que corresponde a los distritos de Derna, Al Butnan y Al Jabal al Akhdar.
La sede del vicariato apostólico está en la ciudad de Bengasi, en donde se encuentra la antigua Catedral de Bengasi, que fue confiscada en 1970 por el Gobierno libio y usada para fines civiles. La iglesia de la Inmaculada Concepción en Bengasi sirve como iglesia principal desde 1976.
En 2020 el territorio estaba dividido nominalmente en 4 parroquias. Debido a la drástica diminución del número de católicos (a 515 en 2020), en el territorio conjunto de los vicariatos apostólicos de Bengasi y Derna solo está en funcionamiento (oficios en inglés e italiano) la iglesia de la Inmaculada Concepción en Bengasi, en la que un sacerdote oficia también como párroco para la comunidad filipina. Otro sacerdote es el párroco de las comunidades católicas todavía existentes en Al Baida y Tobruk.

## Historia
Los orígenes del cristianismo en Cirenaica son muy antiguos pues su fundación es atribuida a Marcos el Evangelista. En 642 fue conquistada por los árabes musulmanes y comenzó la completa islamización de la población. En 1818 la misión franciscana de Trípoli estableció una presencia en Cirenaica. 
Al finalizar la guerra ítalo-turca en 1912 Italia obtuvo del Imperio otomano las provincias de Tripolitania, Cirenaica y Fezán, constituyendo juntas la Libia italiana en 1934. Hacia 1919 se habían construido 18 iglesias en Cirenaica.
El vicariato apostólico de Cirenaica fue erigido el 3 de febrero de 1927 con el breve Divinitus Nobis del papa Pío XI, separando el territorio de la Cirenaica italiana del vicariato apostólico de Libia, que a su vez asumió el nombre de vicariato apostólico de Tripolitania (hoy vicariato apostólico de Trípoli).
Debido a la creciente inmigración italiana, en 1936 la misión franciscana de Cirenaica se dividió en dos distritos: Bengasi y Derna. La Catedral de Bengasi fue inaugurada en 1935 y consagrada en 1939. Entre 1934 y 1938 se construyeron 4 pueblos coloniales italianos en la zona montañosa de Cirenaica, cada uno con su propia iglesia. Entre 1938 y 1939 se construyeron otros 8 pueblos más, y entre 1937 y 1941 otros 12. El 22 de junio de 1939 mediante la bula Quo Evangelicae del papa Pío XII, cedió el territorio de la provincia italiana de Derna para la erección del vicariato apostólico de Derna y al mismo tiempo tomó su nombre actual.
Durante la Segunda Guerra Mundial fueron dañadas muchas iglesias en Cirenaica, entre ellas la catedral. Las fuerzas aliadas capturaron Cirenaica en 1942 y el 24 de diciembre de 1951 el Reino de Libia obtuvo la independencia, comenzando el éxodo de la población italiana.
El 1 de septiembre de 1969 se produjo el golpe de Estado y la proclamación de la República Árabe Libia. El 21 de julio de 1970 el Consejo Revolucionario ordenó la confiscación de todas las propiedades italianas, incluso las iglesias, y la expulsión de los colonos. El 21 de septiembre de 1970 el vicario apostólico Giustino Pastorino fue expulsado de Libia y regresó a Italia, instalándose en Génova. Todas las iglesias de Cirenaica fueron cerradas y todos los misioneros de Bengasi expulsados.
En 1976 la Santa Sede consiguió la reapertura de la Iglesia de la Inmaculada Concepción en Bengasi. La industria del petróleo indujo la llegada a Libia de una fuerte emigración de cristianos africanos para trabajar en ella.
Desde 1948 el vicariato apostólico de Derna fue administrado por el vicario apostólico de Bengasi como administrador apostólico, pero con el paso del tiempo quedó reintegrado de hecho en el vicariato apostólico de Bengasi luego de la expulsión de los misioneros y la confiscación de las iglesias en 1970. Al nombrarse un nuevo vicario apostólico de Bengasi en 1997 no se mencionó en el Boletín de la Santa Sede si era a la vez administrador apostólico de Derna. Lo mismo ocurrió en las designaciones posteriores, y aunque para el Anuario Pontificio continúa existiendo, la última vez que se publicaron sus datos fue en 1971, actualizado a 1966.
El 10 de marzo de 1997 la reanudación de las relaciones diplomáticas entre la Santa Sede y el gobierno de Muamar el Gadafi permitió el nombramiento del nuevo vicario, Sylvester Carmel Magro, exvicario adjunto en Trípoli, a quien se le permitió instalarse en la ciudad.
El 17 de mayo de 2013 una bomba estalló en las afueras de la iglesia de la Inmaculada Concepción en Bengasi.
Debido al estado de guerra civil en Libia, en julio de 2014 todas las religiosas fueron evacuadas del país, cerrándose las casas existentes en Al Marj, Al Baida y Tobruk. Desde 2014 el área de los dos vicariatos ha estado controlado por las fuerzas del Gobierno de Tobruk.
Del 5 de febrero de 2017 al 8 de diciembre de 2019 el vicariato estuvo gobernado por el vicario apostólico de Trípoli como administrador apostólico.

## Episcopologio
- Bernardino Vitale Bigi, O.F.M. † (4 de febrero de 1927-19 abril de 1930 falleció)
- Candido Domenico Moro, O.F.M. † (14 de julio de 1931-1950 renunció)
- Ernesto Aurelio Ghiglione, O.F.M. † (5 de julio de 1951-8 de junio de 1964 falleció)
- Giustino Giulio Pastorino, O.F.M. † (11 de enero de 1965-10 de marzo de 1997 retirado)
- Sylvester Carmel Magro, O.F.M. † (10 de marzo de 1997-14 de febrero de 2016 retirado)
  - Sede vacante (desde 2016)
  - George Bugeja, O.F.M. (14 de febrero de 2016-8 de diciembre de 2019) (administrador apostólico)
  - Sandro Overend Rigillo, O.F.M., desde el 8 de diciembre de 2019 (administrador apostólico)

## Estadísticas
De acuerdo al Anuario Pontificio 2021 el vicariato apostólico tenía a fines de 2020 un total de 515 fieles bautizados. Desde 1971 incluye además los datos del vicariato apostólico de Derna.
| Año                                                                             | Población | Población | Población      | Sacerdotes | Sacerdotes | Sacerdotes | Católicos por sacerdote | Diáconos permanentes | Religiosos | Religiosos | Parroquias y cuasiparroquias |
| Año                                                                             | Católicos | Total     | % de católicos | Total      | Diocesanos | Regulares  | Católicos por sacerdote | Diáconos permanentes | Masculinos | Femeninos  | Parroquias y cuasiparroquias |
| ------------------------------------------------------------------------------- | --------- | --------- | -------------- | ---------- | ---------- | ---------- | ----------------------- | -------------------- | ---------- | ---------- | ---------------------------- |
| 1950                                                                            | 1450      | 120 000   | 1.2            | 8          |            | 8          | 181                     |                      | 11         | 33         | 3                            |
| 1969                                                                            | 9979      | 700 000   | 1.4            | 13         |            | 13         | 767                     |                      | 22         | 93         | 7                            |
| 1978                                                                            | 15 000    | 970 000   | 1.5            | 6          |            | 6          | 2500                    |                      | 6          | 95         | 1                            |
| 1990                                                                            | 8000      | 1 827 000 | 0.4            | 6          |            | 6          | 1333                    |                      | 6          | 70         | 1                            |
| 1999                                                                            | 15 000    | 2 147 000 | 0.7            | 6          |            | 6          | 2500                    |                      | 6          | 40         | 1                            |
| 2000                                                                            | 15 000    | 1 048 500 | 1.4            | 6          |            | 6          | 2500                    |                      | 6          | 36         | 1                            |
| 2001                                                                            | 7000      | 1 048 500 | 0.7            | 7          | 1          | 6          | 1000                    |                      | 6          | 34         | 5                            |
| 2002                                                                            | 4000      | 1 048 500 | 0.4            | 5          | 1          | 4          | 800                     |                      | 4          | 37         | 5                            |
| 2003                                                                            | 4000      | 1 485 500 | 0.3            | 5          | 1          | 4          | 800                     |                      | 4          | 37         | 5                            |
| 2004                                                                            | 4000      | 1 048 500 | 0.4            | 6          | 1          | 5          | 666                     |                      | 5          | 37         | 5                            |
| 2007                                                                            | 4000      | 1 142 000 | 0.4            | 5          |            | 5          | 800                     |                      | 5          | 35         | 5                            |
| 2010                                                                            | 6000      | 1 230 000 | 0.5            | 6          |            | 6          | 1000                    |                      | 6          | 34         | 6                            |
| 2014                                                                            | 6000      | 1 388 000 | 0.4            | 4          |            | 4          | 1500                    |                      | 4          | 12         | 5                            |
| 2017                                                                            | 500       | 1 451 550 | 0.0            | 2          |            | 2          | 250                     |                      | 2          |            | 2                            |
| 2020                                                                            | 515       | 1 502 430 | 0.0            | 3          |            | 3          | 171                     |                      | 3          |            | 4                            |
| Fuente: Catholic-Hierarchy, que a su vez toma los datos del Anuario Pontificio. |           |           |                |            |            |            |                         |                      |            |            |                              |